# Una vida simple
Una vida simple (en xinès 桃姐 Tou Ze) és una pel·lícula dramàtica de Hong Kong de 2011 dirigida per Ann Hui i protagonitzada per Andy Lau i Deanie Ip. Ip, en el paper principal de Germana Préssec, va guanyar la Copa Volpi a la millor actriu a la 68a Mostra Internacional de Cinema de Venècia. Originalment, Hui va considerar retirar-se després de fer aquesta pel·lícula. Tanmateix, a causa de l'èxit de la pel·lícula, va canviar d'opinió i està considerant altres projectes. Ha estat doblada al català.
Lau i Ip no havien treballat junts des de Hei ma wang zi (Prince Charming) tl 1999. La producció de la pel·lícula va començar oficialment durant l'Any Nou Xinès. Va ser filmat a Mei Foo Sun Chuen. La producció es va acabar el 6 d'abril de 2011 després de dos mesos de rodatge. La pel·lícula va competira en la 68a Mostra Internacional de Cinema de Venècia. També va ser seleccionafs com a entrada de Hong Kong per l'Oscar a la millor pel·lícula de parla no anglesa als Premis Oscar de 2011, però no va arribar a ser nominada.
Una vida simple va estar a la selecció oficial per competir al 68è Festival Internacional de Cinema de Venècia, on va guanyar 4 premis. Deanie Ip va guanyar la Copa Fox a la millor actriu pel seu paper en aquesta pel·lícula. És la primera hongkonesa a guanyar aquest premi. Al març, també es va convertir en la primera hongkonesa a guanyar l'Asian Film Award a la millor actriu. En el mateix esdeveniment, la directora Ann Hui es va convertir en la primera dona a guanyar el premi a la trajectòria. A la 31a cerimònia de lliurament dels Hong Kong Film Awards, Una vida simple va guanyar 5 grans premis (pel·lícula, director, guió, actor, actriu), repetint el que va passar amb Nu ren si shi el 1996. Ann Hui ha guanyat el millor director (4 vegades) més que ningú als Hong Kong Film Awards. Ip és la millor actriu de més edat (64 anys en el moment de la seva victòria).

## Argument
Roger Leung (Andy Lau), un productor de cinema d'Hong Kong de mitjana edat solter, viu amb Chung Chun-to (Deanie Ip), una minyona que ha treballat per la seva família durant dècades. Tornant a casa després d'un viatge de negocis, en Roger descobreix a Chung a terra i demana una ambulància. A l'hospital, en Roger descobreix que Chung ha tingut un ictus, però en comptes de demanar rehabilitació, Chung decideix que es vol jubilar i demana que la ingressin a una llar d'avis. Mentre busca una residència d'avis, en Roger descobreix una a prop que és propietat del seu amic. Instal·la Chung allà i la visita entre els seus treballs de producció. Mentre visita To, li diu als seus amics i veïns que ell és el seu fill déu per tal d'explicar la seva connexió.
Visitar Chung a la residència d'avis li permet en Roger estar més a prop d'ella. Finalment, altres membres de la seva família, que viuen majoritàriament a l'estranger, vénen a visitar-la. La mare d'en Roger proposa que reformin un vell pis que posseeix la família i permetre-li passar-hi la resta dels seus dies. No obstant això, Chung es torna més malaltissa i pateix un segon ictus que fa que la seva condició es deteriori i anul·li els plans de la família per a ella.
Finalment, Chung és hospitalitzada per última vegada i Roger pren la decisió de deixar-la morir. En el seu funeral, els membres de la família d'en Roger li presenten els seus respectes i mentre Roger pronuncia l'elogi, un home de la residència d'avis ve a regalar-li flors.

## Producció
El productor Roger Lee va començar a escriure fragments solts junts i els va mostrar a la directora Ann Hui. Ella el va persuadir que n'hi havia prou per a un guió i el va animar a través del seu procés d'escriptura.
Andy Lau i Deanie Ip van ser escollits en part per la seva estreta relació entre ells, ja que Ip és la padrina de Lau i ja havien interpretat la seva mare en diverses pel·lícules.

## Repartiment
- Andy Lau com Roger Leung (梁羅傑), un productor de cinema
- Deanie Ip com Germana Préssec / Chung Chun-to (桃姐/鍾春桃), la serventa
- Wang Fuli com la mare de Roger
- Qin Hailu com a Sra Choi (蔡 姑娘), gerent de residències d'avis
- Paul Chun com a oncle Kin (堅 叔) un resident a la residència d'avis
- Leung Tin com a director (校長, resident a la residència d'avis
- Yu Man-si com a Sharon, la germana gran d'en Roger
- Eman Lam com a Carmen, L'assistent administratiu de Roger
- Hui Pik-kei com a tia Kam (金 姨), resident a la residència d'avis
- Elena Kong com a filla de la tia Kam
- Jason Chan com a Jason, el nebot de Roger
- Ho So-ying com a tia Mui (梅姑), resident a la residència d'avis

### Cameos
- Anthony Wong com a Grasshopper (草 蜢), propietari d'una casa de cura i vell amic de Roger
- Chapman To com a dentista
- Raymond Chow com ell mateix, un dels convidats a l'estrena de la pel·lícula
- Yu Dong com ell mateix
- Sammo Hung com ell mateix
- Tsui Hark com ell mateix
- Francis Mak com un dels antics companys de classe de Roger
- Lawrence Lau com un dels antics companys de classe de Roger
- Dennis Chan com a Vincent
- Ning Hao com ell mateix, un dels convidats a l'estrena de la pel·lícula
- Lam Yee-nok com ell mateix, el pastor del funeral de To
- Gordon Lam com ell mateix, un dels convidats a l'estrena de la pel·lícula
- Law Lan com a ella mateixa, una de les convidades a l'estrena de la pel·lícula
- Jim Chim com un dels antics companys de classe d'en Roger
- Tam Ping-man com ell mateix, un visitant de la residència d'avis
- Eva Lai com ell mateix, visitant de la residència d'avis
- Kung Suet-fa com a recepcionista de la residència d'avis
- Queenie Chu com a recepcionista del banc d'inversions
- Tyson Chak com a reparador d'aire condicionat al banc d'inversió
- Hiromi Wada com a cantant visitant de la residència d'avis
- Angelababy com a ella mateixa, una de les convidades a l'estrena de la pel·lícula
- John Shum com ell mateix, un dels convidats a l'estrena de la pel·lícula
- Stanley Kwan com ell mateix, un dels convidats a l'estrena de la pel·lícula
- Andrew Lau com ell mateix, un dels convidats a l'estrena de la pel·lícula

## Taquilla
A la Xina, després de només quatre dies, la pel·lícula va guanyar 5,2 milions de dòlars i va assolir el segon lloc a la pel·lícula més taquillera de la setmana que va acabar l'11 de març de 2012.

## Recepció crítica
Roger Ebert va donar a la pel·lícula 4 estrelles. Va escriure: "Expressa esperança en la naturalesa humana. És una de les millors pel·lícules d'aquest any." Neil Young de Hollywood Reporter va escriure que "Festivals de cinema buscant públic poc exigent voldrà comprovar-ho, fins i tot amb el seu excessiu temps d'execució de 118 minuts, massa llarg per al que de fet és un assumpte bastant "simple"." Justin Chang de Variety va comentar: "Adequadament per a un pel·lícula sobre els reptes i les recompenses de cuidar els malalts i els vells, aquest drama ben observat i agradablement serpentejant requereix una mica de paciència, i uns retalls prudents millorarien les seves possibilitats d'exportació. Però les actuacions principals commovedores i mai estremeves d'Andy Lau i Deanie Ip són punts de venda forts per als seguidors de Hui a casa i a l'estranger".

### Llistes top ten
La pel·lícula ha aparegut a les deu millors llistes de la crítica de les millors pel·lícules del 2012:
| Crític      | Publicació        | Lloc |
| ----------- | ----------------- | ---- |
| Roger Ebert | Chicago Sun-Times | 10è  |

## Nominacions i premis
| Llista de reconeixements                                                   | Llista de reconeixements                       | Llista de reconeixements                                         | Llista de reconeixements |
| Premi / Festival                                                           | Categoria                                      | Receptor(s)                                                      | Resultat                 |
| -------------------------------------------------------------------------- | ---------------------------------------------- | ---------------------------------------------------------------- | ------------------------ |
| 68a Mostra Internacional de Cinema de Venècia                              | Lleó d'Or                                      | Ann Hui                                                          | Nominat                  |
| 68a Mostra Internacional de Cinema de Venècia                              | Copa Volpi a la Millor actriu                  | Deanie Ip                                                        | Guanyador                |
| 68a Mostra Internacional de Cinema de Venècia                              | Premi Igualtat d’Oportunitats                  | Ann Hui                                                          | Guanyador                |
| 68a Mostra Internacional de Cinema de Venècia                              | Premi Signis – Menciò Honorìfica               | Ann Hui                                                          | Guanyador                |
| 68a Mostra Internacional de Cinema de Venècia                              | Premi La Navicella                             | Ann Hui                                                          | Guanyador                |
| 48ns Premis de Cinema Golden Horse                                         | Millor pel·lícula                              | Focus Films Limited, Sil-Metropole Organisation, Bona Film Group | Nominat                  |
| 48ns Premis de Cinema Golden Horse                                         | Millor director                                | Ann Hui                                                          | Guanyador                |
| 48ns Premis de Cinema Golden Horse                                         | Millor actor protagonista                      | Andy Lau                                                         | Guanyador                |
| 48ns Premis de Cinema Golden Horse                                         | Millor actriu protagonista                     | Deanie Ip                                                        | Guanyador                |
| 48ns Premis de Cinema Golden Horse                                         | Millor banda sonora original                   | Susan Chan                                                       | Nominat                  |
| 48ns Premis de Cinema Golden Horse                                         | Millor muntatge                                | Kwong Chi-leung, Manda Wai                                       | Nominat                  |
| 15è Festival de Cinema Nits Negres de Tallinn – Competició oficial EurAsia | Grand Prix a la millor pel·lícula euroasiàtica | Ann Hui                                                          | Guanyador                |
| 15è Festival de Cinema Nits Negres de Tallinn – Competició oficial EurAsia | Premi del Jurat a la Millor actriu             | Deanie Ip                                                        | Guanyador                |
| 15è Festival de Cinema Nits Negres de Tallinn – Competició oficial EurAsia | Premis FICC                                    | Ann Hui                                                          | Guanyador                |
| 18ns Hong Kong Film Critics Society Awards                                 | MIllor pel·lícula                              | Roger Lee                                                        | Guanyador                |
| 18ns Hong Kong Film Critics Society Awards                                 | Millor director                                | Ann Hui                                                          | Nominat                  |
| 18ns Hong Kong Film Critics Society Awards                                 | Millor guió                                    | Susan Chan                                                       | Nominat                  |
| 18ns Hong Kong Film Critics Society Awards                                 | Millor actriu                                  | Deanie Ip                                                        | Guanyador                |
| 2011 Hong Kong Film Directors' Guild Awards                                | Pel·lícula més recomanada de l’any             | A Simple Life (any Let the Bullets Fly, Overheard 2)             | Guanyador                |
| 2011 Hong Kong Film Directors' Guild Awards                                | Direcotr més reconegut de l’any                | Ann Hui (with Jiang Wen, Tsui Hark)                              | Guanyador                |
| 2011 Hong Kong Film Directors' Guild Awards                                | Premi honor especial                           | Ann Hui                                                          | Guanyador                |
| 6ns Asian Film Awards                                                      | Millor actor                                   | Andy Lau                                                         | Nominat                  |
| 6ns Asian Film Awards                                                      | Millor actriu                                  | Deanie Ip                                                        | Guanyador                |
| 6ns Asian Film Awards                                                      | Elecció del públic a l’actor favorit           | Andy Lau                                                         | Guanyador                |
| 6ns Asian Film Awards                                                      | Elecció del públic a l’actriu favorita         | Deanie Ip                                                        | Nominat                  |
| 6ns Asian Film Awards                                                      | Premi a tota la carrera                        | Ann Hui                                                          | Guanyador                |
| 4th Okinawa International Movie Festival                                   | Peace Category: Gran Premi Uminchu             | Ann Hui                                                          | Guanyador                |
| 4th Okinawa International Movie Festival                                   | Premi especial del jurat Golden SHISA          | Ann Hui                                                          | Guanyador                |
| 31ns Hong Kong Film Awards                                                 | Millor pel·lícula                              | Roger Lee, Ann Hui, Chan Pui-wah                                 | Guanyador                |
| 31ns Hong Kong Film Awards                                                 | Millor director                                | Ann Hui                                                          | Guanyador                |
| 31ns Hong Kong Film Awards                                                 | Millor guió                                    | Susan Chan                                                       | Guanyador                |
| 31ns Hong Kong Film Awards                                                 | Millor actor                                   | Andy Lau                                                         | Guanyador                |
| 31ns Hong Kong Film Awards                                                 | Millor actriu                                  | Deanie Ip                                                        | Guanyador                |
| 31ns Hong Kong Film Awards                                                 | Millor actor secundari                         | Paul Chun                                                        | Nominat                  |
| 31ns Hong Kong Film Awards                                                 | Millor actriu secundària                       | Qin Hailu                                                        | Nominat                  |
| 31ns Hong Kong Film Awards                                                 | Millor fotografia                              | Yu Lik-wai                                                       | Nominat                  |
| 1r Hong Kong Salento International Film Festival                           | Premi Salento                                  | Deanie Ip                                                        | Guanyador                |
| 12ns Chinese Film Media Awards                                             | Millor pel·lícula                              | A Simple Life                                                    | Nominat                  |
| 12ns Chinese Film Media Awards                                             | Millor director                                | Ann Hui                                                          | Nominat                  |
| 12ns Chinese Film Media Awards                                             | Millor guió                                    | Susan Chan                                                       | Nominat                  |
| 12ns Chinese Film Media Awards                                             | Millor actor                                   | Andy Lau                                                         | Nominat                  |
| 12ns Chinese Film Media Awards                                             | Millor actriu                                  | Deanie Ip                                                        | Guanyador                |
| 12ns Chinese Film Media Awards                                             | Pel·lícula honorada per 100 mitjans en un any  | A Simple Life                                                    | Guanyador                |
| 12ns Chinese Film Media Awards                                             | Cineasta honorat per 100 mitjans en un any     | Ann Hui                                                          | Nominat                  |
| 12ns Chinese Film Media Awards                                             | Cineasta honorat per 100 mitjans en un any     | Andy Lau                                                         | Nominat                  |
| 21ns Shanghai Film Critics Award                                           | 10 millor pel·lícules xineses                  | A Simple Life                                                    | Guanyador                |
| 21ns Shanghai Film Critics Award                                           | Millor director                                | Ann Hui                                                          | Guanyador                |
| 10è Paris International Film Festival                                      | Pel·lícula favorita del públic                 | Ann Hui                                                          | Guanyador                |
| 10è Paris International Film Festival                                      | Millor pel·lícula seleccionada per estudiants  | Ann Hui                                                          | Guanyador                |
| 9th International Women's Film Festival in Rehovot                         | Millor pel·lícula                              | Ann Hui                                                          | Guanyador                |
| 33è Festival Internacional de Cinema de Durban                             | Millor actriu                                  | Deanie Ip                                                        | Guanyador                |

## My 30 Work Days
El llibre My 30 Work Days va ser escrit per Andy Lau extret de diaris i notes que va escriure mentre rodava A Simple Life. El llibre conté els 30 diaris personals i notes de Lau que detallen les seves observacions i pensaments sobre qüestions plantejades per la història de la pel·lícula, en particular l'apreciació i la cura de la gent gran, juntament amb 300 fotografies darrere de les escenes fetes per Lau i els seus col·legues. El llibre va ser publicat el 27 de febrer de 2017 per Ming Pao Publications a Hong Kong.